# Las Lomas, Jilotepec
Las Lomas är en ort i Mexiko.   Den ligger i kommunen Jilotepec och delstaten Veracruz, i den sydöstra delen av landet, 230 km öster om huvudstaden Mexico City. Las Lomas ligger 1 152 meter över havet och antalet invånare är 569.
Terrängen runt Las Lomas är lite bergig. Runt Las Lomas är det mycket tätbefolkat, med 3 369 invånare per kvadratkilometer. Närmaste större samhälle är Xalapa, 10,2 km söder om Las Lomas. I omgivningarna runt Las Lomas växer huvudsakligen savannskog.